# ネカ美術館
ネカ美術館（ネカびじゅつかん）は、インドネシアのバリ島にある美術館。
バリ島のウブド地区の北西のサンギンガンにある美術館で、著名な絵画コレクターのステジャ・ネカによって建設され、1976年に開館した。1982年インドネシア教育文化大臣ダウド・ジュスフにより公認され、現在ダルマ・スニ財団（芸術に奉仕する財団）により運営されている。
カマサンスタイル、バトゥアンスタイル、ウブドスタイルなどの伝統的なバリ絵画を集めた展示館やバリ島在住のオランダ人アリー・スミットの作品を集めた展示館、現代インドネシア絵画を集めた展示館などが中庭の休憩所を取り囲むように配置されている。入場料10000ルピア。
2020年12月1日、パンデ・ワヤン・ステジャ・ネカ館長が令和2年度外務大臣表彰を受賞。

## 展示室
テーマ毎に6つの展示室に分かれている。
展示館I - さまざまなスタイルのバリ絵画
4つのスペースに分かれており、カマサンスタイル（ワヤンの物語をモチーフとしたもの）の絵画、推移期の絵画、ウブドスタイル（1920年代以降、西洋絵画の影響を受けてウブド周辺で発達したもの）の絵画、バトゥアンスタイル（バトゥアンで発達したウブドと違い西洋絵画の影響を受けない独特の描法）の絵画。
展示館II - アリー・スミット・パビリオン　
オランダ人でありながらバリ絵画に魅せられ、1956年にウブドに移住したスミットの作品、および彼の指導による若手の作品を展示している。上階がスミット本人、下階がスミットがバリの若者を対象に開いた「ヤングアーティストスクール」の出身者たちの作品となっている。
展示館III - 写真展示室
アメリカ人ロバート・コークが撮影した1930 - 1940年代初頭のバリの風俗を写した貴重なモノクロ写真を展示。
展示館IV - グスティ・ニョマン・レンパッド・パビリオン
バリで著名な芸術家グスティ・ニョマン・レンパッドの作品のみを展示。
展示館V - 現代インドネシア絵画
内部はさらに5つの展示スペースにわかれている。「惹かれ合う心」はここにある。
展示館VI - 東西絵画の出会い　
1階は芸術表彰を受賞したインドネシア人画家の作品。2階がバリにゆかりが深い外国人作家の作品が陳列している。

## 主な絵画
- 「惹かれ合う心」 - アブドゥル・アジズが別々に描いた男性の絵と女性の絵を、ネカが男性が女性に惹かれているように見えることに気づいて一緒に展示したもの。